# Millettia foliolosa
Millettia foliolosa är en ärtväxtart som beskrevs av François Gagnepain. Millettia foliolosa ingår i släktet Millettia och familjen ärtväxter. Inga underarter finns listade i Catalogue of Life.